# Marisol Casado
Pour les articles homonymes, voir Casado.
María de la Soledad Casado Estupiñán connue sous le nom de Marisol Casado née le 11 octobre 1956 à Madrid est une triathlète espagnole vainqueur du premier triathlon organisé en Espagne en 1984. En 2004, elle cofonde et assume la présidence jusqu'en 2009 de la commission des sports et des femmes du Comité olympique espagnol. Elle est élue présidente de la Fédération internationale de triathlon (World Triathlon) en 2008, réélue en 2012, puis en 2016 pour un troisième mandat. En 2010, elle est élue au sein du Comité international olympique dont elle est la seule Espagnole. Marisol Casado et Kate Caithness (en) de la Fédération mondiale de curling sont, en 2017, les seules femmes dirigeantes de fédérations internationales gérant des sports olympiques.

## Biographie

### Jeunesse
En 1979, Marisol Casado est diplômée en philologie hispanique de l'université autonome de Madrid. Elle enseigne l'espagnol comme langue étrangère de 1979 à 1989. En 1991, elle obtient un MBA en administration et gestion des sports de l'université Complutense de Madrid et du Comité olympique espagnol.
À l'université, elle pratique le hockey sur gazon et commence la course de demi-fond sur 400 et 800 mètres. Elle participe au marathon de Madrid en 1978. Elle est, à cette occasion, l'une des six femmes engagées sur la compétition, parmi les 5 000 participants. En 1984, elle participe et remporte le premier triathlon organisé en Espagne, à Guadalajara,

### Instances sportives internationales
À la fin des années 1980 elle est membre de la Fédération espagnole de triathlon, dont elle occupe jusqu'en 2008 le poste de secrétaire générale. De 2002 à 2008, elle préside la Fédération européenne de triathlon. En 2008, elle est élue présidente de la Fédération internationale de triathlon (ITU), fondée à Avignon en 1989 et succède à Les McDonald. L'ITU est l'une des premières fédérations sportives internationales à promouvoir l'égalité entre hommes et femmes, avec le même prix, les mêmes distances. et la reconnaissance des médias pour les deux sexes. Marisol Casado est réélue en 2012 au XXVe congrès d'Auckland en Nouvelle-Zélande. En 2016, elle est réélue pour un troisième mandat. En assumant la présidence de l'ITU, elle devient la deuxième femme espagnole à présider une fédération internationale gérant un sport olympique.
Marisol Casado est membre du Comité olympique espagnol de 1992 à 1994 et de 2000 à 2017. De 2004 à 2009, elle est cofondatrice et présidente de la Commission olympique « Femmes et Sport ». En 2010, lors de la 122e session du Comité international olympique (CIO) à Vancouver, elle est élue membre du (CIO) en tant que présidente de l'ITU. En 2017, elle devient membre de la commission de coordination du CIO pour les Jeux olympiques d'été de 2024 à Paris. Elle est membre du jury du Prix Princesse des Asturies du sport en Espagne.
Martisol Casado quitte ses fonctions de présidente de la World Triathlon à la fin de son troisième mandat. En avril 2025, son successeur Antonio F. Arimany prend la direction de la fédération internationale. Elle est élue, la même année, membre honoraire du Comité international olympique au regard de ses contributions significatives au sport en général et au triathlon en particulier.

### Défense de la parité dans le sport
Marisol Casado est une ardente défenseure de la parité et de l'égalité au sein du sport. La Fédération internationale de triathlon a promu l'égalité des sexes et l’accès des femmes dans ses instances dirigeants (20 % de femmes au minimum) depuis sa création sous la direction de Marisol Casado et du précédent président, Les McDonald. Elle marque ses mandats de présidente, par l'inclusion du paratriathlon aux Jeux paralympiques d'été de 2016 à Rio de Janeiro et par celui d'une épreuve mixte et en relais de triathlon (deux femmes et deux hommes, 4X4) pour les Jeux olympiques d'été de 2020 à Tokyo.
Pour permettre l'accession plus rapide des femmes dans les instances sportives internationales, elle préconise qu'un quota de 30 % des postes leur soit attribué, quota à supprimer dès que ce but sera atteint, dans la perspective d'ouvrir les portes d'instances réfractaires à cette accession.